# Johann Joachim Quantz
Johann Joachim Quantz (Scheden, Baixa Saxònia, 30 de gener de 1697 - Potsdam, 12 de juliol de 1773) fou un compositor i flautista alemany. Va ser professor de flauta del rei Frederic II de Prússia.

## Biografia
Fill d'un ferrer, va començar els seus estudis musicals després de la morts dels seus pares l'any 1708, amb el seu oncle Justus Quantz, membre de l'orquestra de la ciutat de Merseburg. Després de la mort de l'oncle, el seu gendre Johann Adolf Fleischhack va prendre a Quantz com a alumne. En finalitzar els seus estudis, havia après a tocar els principals instruments de corda, l'oboè i la trompeta.
El març de 1716, va integrar-se en l'orquestra de la ciutat de Dresden, i un any més trad es va traslladar a Viena, per tal d'estudiar composició amb Jan Dismas Zelenka i Johann Joseph Fux. L'any 1718 va esdevenir oboista de la capella d'August II de Saxònia a Dresden. No va ser fins a l'any 1718 que va tenir el seu primer contacte amb la flauta, prenent lliçons d'aquest instrument amb el flautista francès Pierre-Gabriel Buffardin. Durant un viatge a Roma va perfeccionar-se en l'art del contrapunt amb Francesco Gasparini. En altres viatges al llarg d'Europa va conèixer Alessandro Scarlatti i Georg Friedrich Händel.
L'any 1728 era flautista de la capella de Dresden. Arran d'una visita de la capella a Berlín, Quantz va cridar l'atenció de Frederic, príncep de Prússia, qui va prendre lliçons de flauta amb Quantz a partir de l'any 1728. Fins a la mort d'August II, Quantz no tenia autorització per viatjar a Berlín, així era el príncep Frederic qui el visitava a Dresden.
El 1740, el príncep Frederic va esdevenir rei de Prússia i va oferir a Quantz una remuneració tres vegades superior a la que percebia a Dresden i una exempció dels càrrecs a l'orquestra de l'Òpera. Llavors Quantz va entrar al servei directe del rei i li va donar lliçons diàries de flauta i composició. Fins i tot Quantz va acompanyar el rei en les campanyes militars.

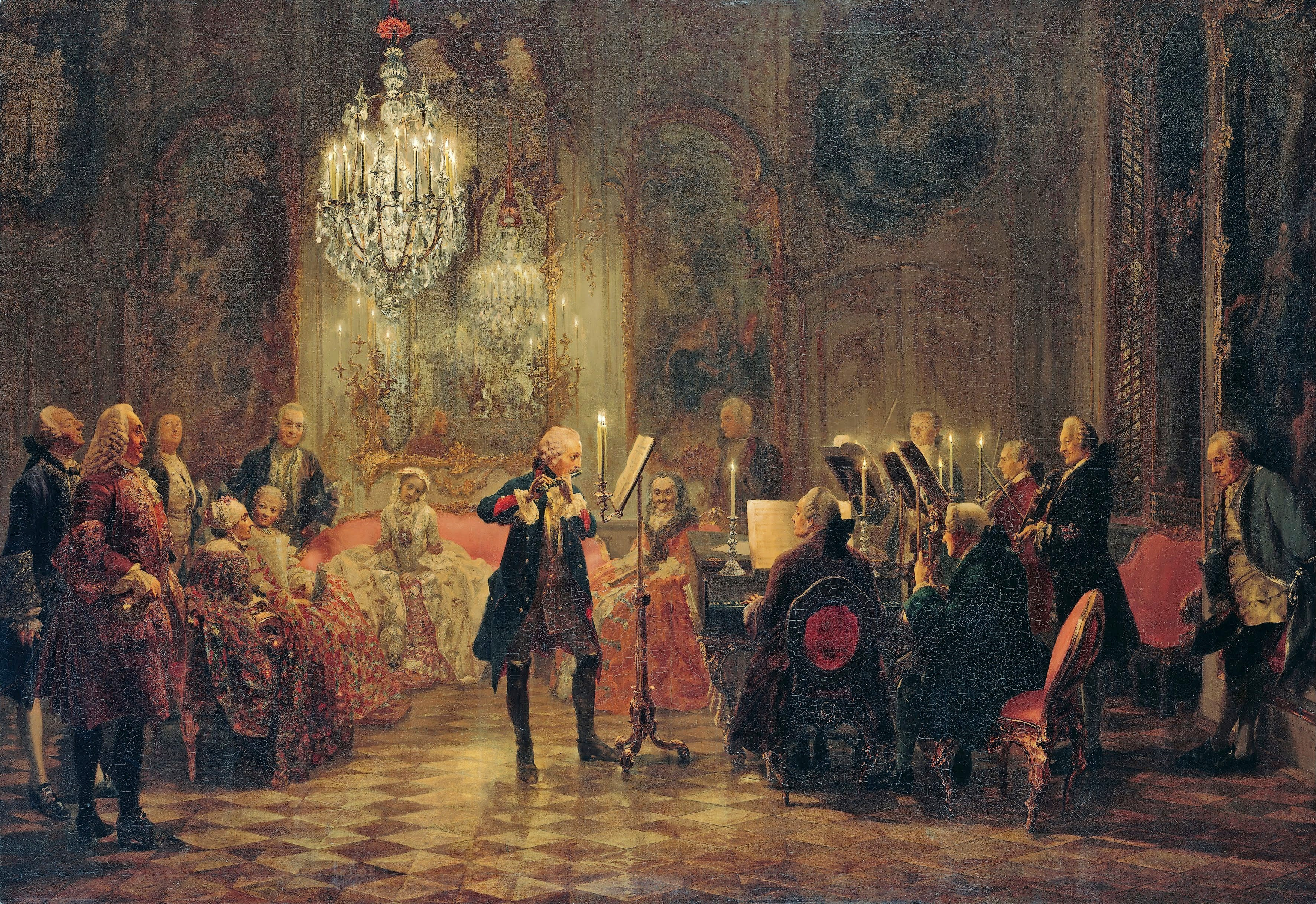
Concert à Sanssouci Potsdam

Com a músic de cambra del rei i compositor de la cort de Potsdam, va ser l'encarregat d'organitzar els concerts nocturns del rei durant trenta anys. Carl Philipp Emanuel Bach i Franz Benda van formar part d'aquest cercle elitista de músics de cambra. Només Quantz gaudia del privilegi de criticar el rei, ja sia en el sentit positiu com en el negatiu del terme. Quantz va escriure al voltant de cinc-centes obres que mostren la influència de l'estil italià, particularment d'Antonio Vivaldi. També la seua obra i el seu estil interpretatiu van rebre la influència del violinista Johann Georg Pisendel i de Johann Adolph Hasse. Per al projecte Storia della Musica del Padre Martini Quantz va redactar l'any 1762 una autobiografia.
A més, Quantz va dissenyar flautes travesseres i va aportar-ne millores importants en els aspectes tècnics i sonors, principalment per l'ajut d'una segona clau. Els compositors Johann Sebastian Bach i Georg Philipp Telemann deveren conèixer els instruments de Quantz i van adaptar les seues composicions a les noves possibilitats tècniques de l'instrument. Cinc instruments fabricats sota la cura de Quant han arribat fins als nostres dies.

## Obres
Les seues obres estan generalment dedicades a la flauta, instrument per al que va compondre més de dos-centes sonates, al voltant de 300 concerts i 45 sonates en trio. La major part de les seues obres no existeix més que en manuscrits, i es troba a la Staatsbibliothek a Berlín. Va deixar un tractat sobre flauta titulat: Versuch einer Anweisung die Flöte traversière zu spielen, traduït al català amb el títol Assaig d'un mètode per a aprendre a tocar la flauta travessera (Trad. Ramon Vilalta, Ed. Dinsic, 2008)